# ウィリアム・バーネット (政治家)
ウィリアム・バーネット（英: William Burnet、1687年/1688年3月 - 1729年9月7日）は、居イギリスの官僚であり、植民地の総督を歴任した政治家である。ニューヨークとニュージャージー各植民地（1720年 - 1728年）、およびマサチューセッツとニューハンプシャー各植民地（1728年 - 1729年）の総督を務めた。
バーネットは権威ある家系に生まれた（名付け親はバーネットが生まれてから間もなくイングランド王ウィリアム3世となった。父のギルバート・バーネットは後にソールズベリー主教になった）。教育もしっかり受けており、教えを受けた者の中にはアイザック・ニュートンが居た。
バーネットはその生涯の大半で活発に知識を追求しており（1705年/1706年には王立協会のフェローに選ばれた）、当初は重要な役職に就かなかったが、財政面を検討し、政治的な関わりがあったことから、ニューヨークとニュージャージー各植民地の総督職を引き受けた。ニュージャージーにおける総督職は特に大きな問題も無く過ぎたが、議会の意向に同意する代わりに事実上の賄賂を受け入れる慣例を作った。ニューヨークでは、北アメリカの中央部におけるインディアンとの直接交易を好む植民地政策を実施するために、オールバニとモントリオールとの間の毛皮交易を終わらせようとしたが、失敗した。ニューヨークにおける統治は、土地所有者（バーネットが支持した）と商人との間の政治的な分裂が増したことで彩られた。イングランド国王ジョージ1世の死後の1727年、ジョージ2世がバーネットをマサチューセッツとニューハンプシャー各植民地の総督に指名した。
ニューハンプシャーの総督職は重要なものではなかったが、マサチューセッツ植民地議会とは、総督の給与に関する扱いにく議論となり、議会を6か月間開催した後に、開催場所をボストンから遠くに移した。この議論のために植民地の他の事情検討が止められ、それが続いていた1729年にバーネットは死んだ。乗っていた馬車が転覆して水中に放り出されたことから病気になったのが死因に繋がったとされている。

## 初期の経歴
ウィリアム・バーネットは1687年/1688年3月に、ネーデルラント連邦共和国の主要都市デン・ハーグで生まれた。父はギルバート・バーネットであり、オランダのオラニエ公ウィレム3世（バーネットの名付け親）とその妻メアリー2世の宮廷で著名神学者だった。母はメアリー（旧姓スコット）・バーネットだった。1688年後半、名誉革命のときに、ウィレムは軍を率いてイギリス海峡を越え、ウィリアムとメアリーが共同統治者としてイギリスの王座に昇った。バーネットの父は即位式の説教を行い、後にはソールズベリー主教に昇進し、ウィリアム王の統治する間はイギリス宮廷で影響力を持ち続けた。しかし、アンが王位に就いた1702年には寵愛を失った。
バーネットは優秀だが訓練のできていない学者だった。13歳でオックスフォードに入ったが、規律の問題で退学にされた。その後の教育はアイザック・ニュートンを含め家庭教師からのものであり、最後は法廷弁護士として認められた。1712年、カンタベリー修道院長であるジョージ・スタンホープの娘、メアリーと結婚した。この夫妻には男の子が1人生まれた。メアリーは1717年に死んだ。

## 知識の追求
バーネットの純化された教育から、終生科学と数学の学問追求に興味を持ち続けることになった。1705年にはアイザック・ニュートンから王立協会会員に勧められ、1705年/1706年2月にフェローとして入会した。数学者のゴットフリート・ライプニッツと知り合いになり、フィラデルフィアの商人かつ政治家のジェイムズ・ローガンとは幅広い科学的な話題で定期的な文通を続けた。スイスのグリンデルワルト氷河の観察結果を王立協会に報告し、1708年にハーグ在住だったときに目撃したハンガリーの結合双生児の異常な例についても報告した。ニューヨーク植民地総督であったときに木星の衛星の食を観測した結果は、ニューヨーク市の経度を正確に求めるために使われた。ニューヨークに居た間に、知的好奇心をあまり満足させることができず、若きベンジャミン・フランクリンに短期間会ったときには、知識の追求を奨励した。
教師であるアイザック・ニュートンと同様、バーネットも宗教的主題で著述を行っていた。1724年、匿名の著作『聖書の預言に関する随筆、ダニエル書第12章に含まれる3つの時代を説明し、その第1の時代は1715年に切れる可能性があることを論ずる』を出版した。この著書では、ダニエル書の数秘術的解釈に基づき、イエス・キリストが1790年に地上に戻って来るという千年王国説の論議を進めた。

## ニューヨークとニュージャージー各植民地の総督

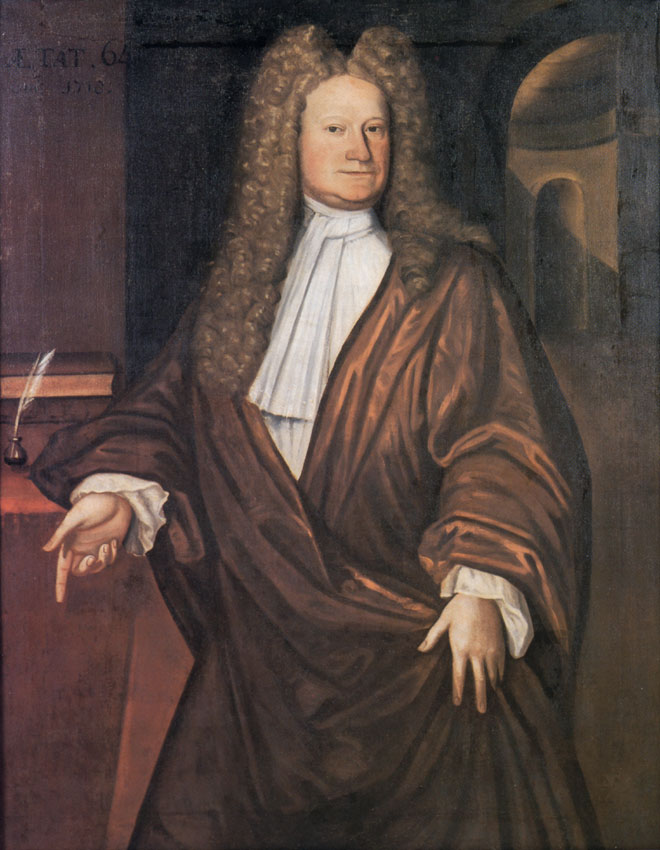
ロバート・リビングストン、ニューヨークにおけるバーネットの助言者

バーネットが宮廷とつながりがあったことで、イギリス税関の監査役への指名を得られることになった。南海会社にもかなりの投資をしていたが、同社が1720年に破産したことで、北アメリカ植民地での魅力ある地位を検討するようになった。昔からの友人であるロバート・ハンターと文通を続けており、ハンターが1719年にイングランドに戻ってきたことで機会が得られた。ハンターは当時、ニューヨークとニュージャージー各植民地の総督であり、個人的に様々な理由でイングランドに戻り、その地位から辞そうと考えていた。ハンターとバーネットはどちらも、当時政権を取っていたホイッグ党と良好なつながりがあり、二人の地位の交換は容易に認められた。

### ニュージャージー
ニュージャージー植民地総督としてのバーネットの任期は、信用証券の発行と恒久的給与の認定に関する議論が大きな問題だった。信用証券は植民地の歳出について資金手当てすることに加え、地方通貨として流通もしていた。そのような証券を大量に発行すると、インフレが進行してスターリング・ポンドに対する価値が落ちた。バーネットは特定の条件を除いてその発行を認めないよう指示を受けていた。1721年、植民地議会が土地の抵当によって確保した証券4万ポンドの発行を要求する法案を通したとき、バーネットは議会を解散した。しかし、1723年には議会が5年間の給与計画を認めることと引き換えに同様な法案を承認した。その数年後に議会が承認されていない方法で証券からの資金配分を始めたとき、バーネットは「不慮の費用」500ポンドの認定と引き換えに、その法案に再度署名させられることになった。このように総督が指示に違背して同意するという、議会が事実上賄賂を使う方法は、その後のニュージャージー植民地総督でいわば通常の慣習になった。

### ニューヨーク
ニュージャージー植民地では、バーネットは植民地の大土地所有者の側に付いた。彼らの助言に基づいて植民地議会の選挙を行うことを拒否し、5年間は「コート党」が議会を支配しておけるようにした。ニューヨーク植民地議会との関係は、数回の特別選挙で対抗する「カントリー党」の議員を増やし、敵対的な議長を選ばせるほどに悪化しただけだった。バーネットは植民地の大規模な不動産所有を含め税収基盤を広げようとしたが、議会を支配する強力な資産所有者とコート党が、課税を商人の利益に向けさせることに成功した。ニューヨークの桟橋で積み込まれた貨物に掛けられた税金のために、ニュージャージーとニューヨーク区の間では密貿易が増えることになった。
ニューヨークに到着してから8か月後の1721年5月、バーネットは再婚した。花嫁は、エイブラハムとメアリーのヴァン・ホーン夫妻の娘であり、ロバート・リビングストンとは姻戚だった。リビングストンはニューヨークの強力な土地所有者であり、バーネットの主要な助言者だった。バーネット夫妻には4人の子供が生まれた。妻と末っ子は1727年に生まれてから間もなく死んだ。

### インディアンとの交易に関する政策
ニューヨークにおけるバーネットの重要な任務の1つは、フロンティアにおけるニューヨーク植民地の地位を強化しようとすることであり、現在のアップステート・ニューヨークの大半を支配していたイロコイ族との関係を強化することだった。イロコイ族は1701年にヌーベルフランスと和平を結んでいたので、オールバニのニューヨーク商人とモントリオールのフランス人商人との間で活発な交易が始まっていた。イギリス製品がフランス人交易業者に売られ、フランス人交易業者はそれらの商品を北アメリカ中央部のインディアン部族の毛皮と交換していた。イギリスの植民地管理者はこの交易のやり方を変えたいと考え、バーネットにモントリオールを経由するのではなく直接イロコイ族の領土を通じて交易を行い、オールバニ＝モントリオール交易を終わらせるよう指示していた。

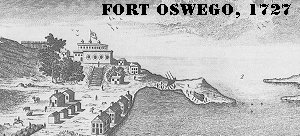
オスウェゴ砦、1727年の姿

バーネットはニューヨークに到着してから間もなく、オールバニ＝モントリオール交易を禁じる法案を議会に通させた。この行動で、ユグノーのスティーブン・デランシーなどオールバニの商人を含むヌーベルフランスと直接取引していた商人の利益を代表する側から反対の声が挙がった。アドルフ・フィリップスとピーター・スカイラーという声高な商人2人が総督評議員となっていたのが、1721年にバーネットから排除された。この法には容易な抜け穴があった。商人は、モントリオールとの間で商品を運んで行き来するモホーク族を通して交易を行う道筋を作った。1722年にはさらに交易禁止法を厳格に強制する法案が通った。これらの政策で、ニューヨークだけでなく、ロンドンでも抗議の声が上がった。イギリスの商人はヨーロッパへの貿易量そのものに否定的な影響しか与えないと論じた。
1723年、バーネットは、フランスがオンタリオ湖の西端でナイアガラ砦の建設を始めたと知らされた。この行動は、イギリスが毛皮交易を直接行い支配しようという動きに対するはっきりとした脅威だった。バーネットはその後オスウェゴ川河口にオスウェゴ砦の建設を命じた。この判断は、毛皮交易に関する独占を失うことになるオールバニの交易業者ばかりでなく、フランスや（イギリスにオンタリオ湖への直接行き来を許すことになるため）やイロコイ族を動揺させた。イロコイ族はオナイダ湖の方に砦を築くことを望んだ。バーネットはオナイダ地域に民兵隊を配備することでイロコイ族を宥めようとしたが、イロコイ族はこの侵入と考えるものにも不満だった。
バーネットの交易政策を実行しようという試みは結局失敗に終わった。1725年、商人の利益を代表する派閥、中でもスティーブン・デランシーが特別選挙で議員になることに成功したときに、バーネットがユグノーであるデランシーの市民権を問題にする判断（すなわち議員になる権利を問うことになる）を行うと、議会の多くの中道派議員を怒らせることになった。その後の数年間、議会はバーネットの支配に対して敵対的になっていった。交易禁止は1726年に撤廃され、オールバニ＝モントリオール交易ルートよりも西側のルートが好まれるように課税する仕組みに置き換えられた。1727年にバーネットがニューヨークを去るときになって、この政策が有効ではなく、ある場合には負の効果を与えていたことが明らかになった。バーネットが総督であった間に成立したインディアン交易に関するあらゆる法は1729年に撤廃された。唯一長期で残った効果はオスウェゴにイギリス軍が駐屯するようになったことであり、またオールバニの交易独占を破ったことだった。バーネットがニューヨークに到着したときよりも、商人と土地所有者の間の党派的分裂を強くして、ニューヨークを去ることになった。

### 総督の交代
1727年、国王ジョージ1世が死に、王室が命じた役人についても見直しが必要になった。国王を承継したジョージ2世は、ニューヨークとニュージャージー植民地の総督職をジョン・モンゴメリー大佐に渡すことにした。モンゴメリーはジョージ2世の侍従長を務めていた。その代わりにバーネットはマサチューセッツ湾直轄植民地とニューハンプシャー植民地の総督職を与えられた。
バーネットが交代することになるとニューヨークで知られるようになった後、議会はスティーブン・デランシーの教唆により、すてぜりふとして、バーネットの衡平法裁判所判事としての行動に正式に抗議し、その判決を無効にすると宣言した。モンゴメリーは1728年4月15日にニューヨークに到着し、バーネットへの委任状を持ってきた。バーネットは7月にニューヨークを発ってボストンに向かった。

## マサチューセッツ湾直轄植民地とニューハンプシャー植民地の総督職
バーネットはその短く終わった任期で、ニューハンプシャーにほんの短期間だけ滞在し、マサチューセッツとは異なり、3年間あるいは勤務した期間だけの給与を簡単に認められた。マサチューセッツ湾直轄植民地総督に指名されたときは、サミュエル・シュート総督の代行としてウィリアム・ダマー副総督が長年統治を続けていた（シュートは1723年からイングランドに戻っていた）。バーネットはマサチューセッツ植民地議会に自分の恒久的給与を認めさせるという押しの強さを要する試みを行った。1692年にマサチューセッツに王室勅許が与えられて以来、議会は一貫してこれに抵抗し、総督に対して断続的に認定を与えるような選択を行っていた。地元政治家は総督が彼らの政策を承認するように仕向ける効果的な仕組みだとみなした。総督は次の認定がいつ出されるかを知ることがなく、その程度も知らなかったからだった。この給与問題は、前任のシュート総督が植民地にいる間に悩ませられた多くの問題の1つだった。副総督のダマーは裕福なマサチューセッツ生まれの者であり、植民地の民兵隊の指揮を続けることができさえすれば、より妥協的だった。
バーネットは給与問題については極端な強硬路線を採ることにした。給与問題が決着するまで、他の案件を取り上げず、議会を解散もしないと主張した。議会は対抗して給与法案を法制化することを拒否したが、寛大な1回のみの認定を提案し、バーネットが原則を主張して拒否した。議会が給与問題で行動しなければ、植民地認証にも危険を及ぼすと暗に示唆することで、緊張感を増した。議員たちの生活をできる限り難しくするために、議会をボストンから先ずセイラムに、続いてケンブリッジに移して、議員の経費を増加させ、その多くにボストン地域にある自宅の快適さを味わえないようした。1728年11月、議会はロンドンに代理人を派遣して、貿易省でこの問題に関する持論を展開することを票決した。代理人に資金を割り当てる試みは総督評議会によって否決され、代理人は献金で集めた資金で手当てされることで諦めるしかなかった。
1729年5月、貿易委員会がバーネット総督の言い分を支持する裁定を出したが、それでも議会はそれを飲むことを拒否した。他の懸案事項を解決しようという試みは常に給与問題とぶつかるようになり、立ち往生することになった。この論争は1729年8月31日にバーネットがケンブリッジからボストンに向かっていたときも続いていた。このときバーネットは馬車が事故で転覆し、水中に投げ出された。バーネットがこれが原因で病気となり、1729年9月7日に死んだ。ボストンの国王の礼拝堂埋葬墓地に埋葬された。
ロンドンに派遣されていた代理人の1人だったジョナサン・ベルチャーが、バーネットの後任として選任され、マサチューセッツに戻って着任するまで、副総督のウィリアム・ダマーが総督代行を再度務めた。ダマーはバーネットと同じ姿勢を選び、毎年認定されることを拒んだ。ダマーは副総督のウィリアム・テイラーと代行として交代させられ、テイラーは毎年の認定を黙諾した。後の1730年に総督になったジョナサン・ベルチャーは、先ずバーネットが給与問題に関わっていたことを指示されたが、その任期の間に貿易委員会は最終的にその指示を放棄し、毎年の認定を得られることを認めた。